# Arthur Claydon
Arthur Claydon (Deeping St James, 25 settembre 1885 – Carvin, 8 luglio 1918) è stato un militare e aviatore britannico, asso dell'aviazione durante la grande guerra che prestò servizio nella Royal Flying Corps  conseguendo 6 vittorie individuali e una condivisa in combattimento aereo, tra il 20 novembre 1917 e il 25 giugno 1918.

## Biografia
Nacque a Deeping St. James, Lincolnshire il 25 settembre 1885. Insieme al fratello maggiore Ebenezer nel 1902 emigrò in Canada e, dopo essersi stabiliti a Winnipeg, fondarono la loro attività di appalto generale, la Claydon Brothers, nel 1904.
Essendo stato un membro dell'unità della milizia The "Winnipeg Grenadiers" a partire dal 1903, quando si arruolò nella Canadian Expeditionary Force il 18 febbraio 1916, in piena prima guerra mondiale, fu nominato tenente e assegnato alla 38ª Batteria, 10ª Brigata artiglieria da campagna. Dopo essere arrivato in Inghilterra, si trasferì al Royal Flying Corps il 30 ottobre 1916, per addestrarsi come pilota a Reading.
Il 29 aprile 1917 fu distaccato presso la RFC con il grado temporaneo di tenente,e in quello stesso giorno fu nominato flying officer.
Fu assegnato al No.32 RFC Squadron il 6 settembre. L'11 novembre 1917 fu abbattuto dall'asso tedesco Max Ritter von Müller, ma sopravvisse, ottenendo la sua prima vittoria poco dopo, il 20 novembre, quando pilotando un Airco DH.5 abbatte un aereo nemico su Passchendale.
Il 6 maggio 1918 fu promosso capitano effettivo.Tra l'8 maggio e il 25 giugno 1918, ottenne altre sei vittorie (di cui una condivisa) pilotando una Royal Aircraft Factory S.E.5a.
Rimase ucciso l'8 luglio 1918, dopo essere stato abbattuto da Paul Billik della Jagdstaffel 52 vicino a Carvin. È sepolto nel cimitero britannico Cabaret Rouge a Souchez. Il 2 agosto 1918 gli fu conferita, postuma, la Distinguished Flying Cross.

### Annotazioni
1. ↑  Tra cui tre Pfalz D.III, un Fokker D.VII, e un Albatros D.V.

### Fonti
1. 1 2 3 4 5 6  Shores, Franks, Guest 1996, p. 9107.
2. 1 2 3 4 5 6  The Aerodrome.
3. ↑  Winnipeg.
4. ↑  Sharman 1922, p. 25.
5. ↑  (EN) The London Gazette (PDF), n. 30382, 13 November 1917.
6. ↑  (EN) The London Gazette (PDF), n. 30074, 15 May 1917.
7. ↑  (EN) The London Gazette (PDF), n. 30702, 24 May 1918.
8. ↑  (EN) Claydon, A., su Commonwealth War Graves Commission, 2014. URL consultato il 6 ottobre 2014.
9. ↑  (EN) The London Gazette (PDF), n. 30827, 2 August 1918.